# Mário Diamante
Mário Diamante (Rio de Janeiro, 9 de dezembro de 1964) é um cineasta e gestor público brasileiro.
Dirigiu o documentário Getúlio Starling (1986), além dos curtas Dama da noite  (1999) e Carro-Forte  (2002), do qual também foi produtor e roteirista.
Foi duas vezes eleito presidente da seção Rio de Janeiro da Associação Brasileira de Documentaristas e Curtametragistas (ABDC). Trabalhou na Secretaria do Audiovisual (SAv) do Ministério da Cultura, como assessor especial, coordenando as políticas de fomento, desenvolvimento do audiovisual e inserção dos filmes brasileiros no mercado internacional.
Em 2005, foi nomeado assessor cultural da presidência do Banco Nacional de Desenvolvimento Econômico e Social (BNDES), para coordenar a política de patrocínios e investimentos em cultura da estatal. No ano seguinte, assumiu o cargo de Superintendente de Desenvolvimento Econômico na Agência Nacional do Cinema (Ancine). Em 2007, passou a ser diretor da agência, cargo que exerceu até 2011.